# Octavian-Dan Căpățînă
Octavian Dan Căpățînă (n. 1948) este inginer electronist, cercetător științific pr. în domeniul tehnicii de calcul, doctor în energie electrică și fost deputat român în legislatura 1990-1992, ales în județul Cluj pe listele partidului PUNR. S-a născut la Sibiu în 17 aprilie 1948, și a urmat școli din diferite  localități, urmându-și părinții în încercarea de a scăpa de noile autorități comuniste (vezi și detalii biografice. A absolvit Facultatea de Electronică și Telecomunicații a Universității Politehnice București în 1971. 
În cadrul Parlamentului a fost membru în comisia Economică  și de Apărare.
Inițiative legislative 

-Proiect de lege pentru stabilirea Zilei Naționale (iulie 1990) 

-Proiect de lege pentru modificarea Decretului Lege al CPUN nr 8/1990 privind înregistrarea și funcționarea partidelor politice (octombrie 1990) 

-Proiect de lege pentru anularea tuturor drepturilor acordate ilegaliștilor comuniști (noiembrie 1990) 

-Proiect de lege pentru acordarea  de îndemnizații foștilor deportați și internați în lagărele de exterminare și de muncă forțată (iulie 1991) 

-Proiect de lege privind facilitarea schimbării, pe cale administrativă, a numelor maghiarizate. 

Alte inițiative  

-Constituirea grupului de reflecție „România peste 50 de ani” sau „Clubul de la Sinaia”.

-Punerea problemei,  și strângerea în acest sens a peste 200 de semnături, pentru declararea pactului Molotov-Ribbentrop ca nul

-Punerea problemei recuperării celor două tezaure ținute fraudulos dar și fără ca România să facă ceva concret, și strângerea în acest sens a aproximativ 260 de semnături. (vezi Servitori? din Adevarul de Cluj:  Prin 1991, Teodor Meleșcanu, în numele lui Iliescu, vine la Biroul Permanent al Adunării Deputaților  ca să oprească o inițiativă prin care se încerca recuperarea unui tezaur, din cele două înghițite de Moscova. Era un moment internațional favorabil recuperării, care trebuia exploatat.  Sluga,  de conivență cu președintele Adunării Deputaților (Dan Marțian),  îi convinge pe membri biroului permanent să nu dea curs inițiativei motivând că  Iliescu, a discutat cu Gorbaciov problema, și președintele se va ocupa personal de această chestiune! Și i-a convins, că tot erau de ai lor, de ai feseneului indiferent în ce partid formal figurau. Cine altcineva putea să facă așa ceva, decât o slugă netrebnică? Azi personajul e tot ministru. Când am văzut ce-i impută „personajului”  Coaliția pentru un Guvern Curat, m-am întristat și revoltat (vezi și M.Oprea in dialog cu Vl. Bucovschi,  Despre natura comunismului, Polirom 2006, pg. 232”)
-Coordonatorul și realizatorul principal al volumului "The Encyclopedia of Outstanding Roamanian Personalities", Editura Riso Print, 2013 
-Autorul volumului "Cultură, confesiune, etnie și rasă în Transilvania, Câmpia Tisei și Panonia", 5 ediții

 Realizări  științifice și tehnice

- "Proiectarea cu microprocesoare", Ed. Dacia, 1984 

- "Proiectarea cu microcalculatoare integrate", Ed. Dacia, 1994 
- "Integrarea pe scară largă a fotovoltaicelor rezidențiale în rețeaua publică", Ed. Albastră, 2019, ISBN-978-973-650-318-4
- 'The Large Grid Integration of Small Residential Photovoltaic Cells", Cambridge Scholar Publishing, 2020, ISBN (10): 1-5275-4975-5,  (13): 978-1-5275-4975-3). 

- 3 brevete de invenție 

- proiectat și realizat primul calculator românesc cu microprocesor (1976/77)

- proiectat și predat în fabricație primul plotter românesc (1980)

- realizat împreună cu UTCN si Tehnofrig (1985) prima celulă de fabricație flexibilă - 3 prese și 2 roboți.